# Бонниер, Альберт
Альберт Бонниер (швед. Albert Bonnier, 21 октября 1820, Копенгаген, Дания — 26 июля 1900, Стокгольм, Швеция) — шведский издатель и основатель издательства Albert Bonniers förlag, входящего в Bonnier Group.

## Биография
Альберт Бонниер родился в семье книготорговца Герхарда Бонниера. Семейный бизнес быстро рос, но в конце 1810-х годов у него возникли финансовые проблемы. В 1827 году семья решила отправить старшего сына Адольфа Бонниера в Швецию. После нескольких лет пребывания в Гётеборге он обосновался в Стокгольме и открыл книжный магазин и издательство. Бизнес быстро стал успешным, и осенью 1835 года он пригласил туда своего 14-летнего брата Альберта Бонниера. Альберт помог с книжным магазином, и в 1837 году он открыл своё собственное издательство Förlagsbyrån и опубликовал свою первую книгу — шведский перевод памфлета Жана-Батиста Переса «Доказательство того, что Наполеон никогда не существовал» . В 1839 году он издал пьесу, руководство по этикету, книгу с оперными песнями и букварь.
В 1841 году Альберт отправился за границу и работал в различных книжных магазинах в Лейпциге, Вене и Будапеште в течение двух лет. Вернувшись в Швецию, он занялся изданием художественной литературы в серии Новая библиотека романов (швед. Den europeiska följetongen. Nytt romanbibliothek) и вскоре смог конкурировать с Ларсом Юханом Йертой в борьбе за известных зарубежных авторов. Благодаря ежегоднику «Шведский народный календарь» (швед. Svea Folk-Kalender), включавшему рассказы и произведения известных писателей, Бонниер связался с такими писателями, как Август Бланш, Фредрика Бремер и Эмили Флегаре-Карлен.
В 1856 году Альберт смог позволить себе купить типографию Херберга в Риддархольмене. По мере того как чтение книг в Швеции росло с 1850-х годов, Бонниер также смог вкладывать больше средств в художественную литературу и начал сотрудничать с такими авторами, как Захариас Топелиус, Виктор Рюдберг, Франц Гедберг и Элиас Сельштедт. Наряду с художественной литературой он также издавал и нехудожественные произведения.
В 1865 году издательство переехало в район Норрмальм. В трёхэтажном доме находилась и издательство, и типография. Когда в 1864 году стала выходить газета Dagens Nyheter, она печаталась именно там. Альберт также был членом совета директоров Aftonbladet.
Альберт жил со своим братом Адольфом до 30 лет, а в 1854 году, в возрасте 34 лет, он женился на Бетти Рубенсон, и вместе у них родилось трое детей: Дженни, Карл Отто и Ева. После смерти своей жены Бетти в 1888 году Бонниер вступил во второй брак с Эббой Эрван (род.1860) Она родила ему двух сыновей: Альберта Николауса и Свена Альберта.
В 1886 году его сын Карл Отто стал партнёром в компании, и вместе они продолжали инвестировать в шведских писателей. Карл связал с издательством таких шведских писателей, как Вернер фон Хейденстам и Густав Фрёдинг. Альберт плохо разбирался в современной литературе и предпочитал Топелиуса и Виктора Рюдберга. В 1876 году он пригласил 23-летнего Карла Ларссона иллюстрировать рассказы Топелиуса, а в 1887 году опубликовал первую книгу 22-летнего Свена Гедина о его путешествии по Персии.
Зимой-весной 1900 года Альберт заболел раком и умер. К этому времени его издательство было вторым по величине в Швеции, а состояние составляло 3,5 миллиона шведских крон.
Альберт Бонниер похоронен на Северном кладбище в Стокгольме.